# Eduardo Rodríguez

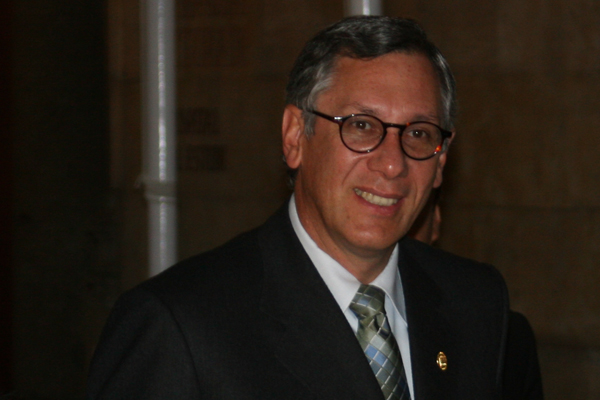
Eduardo Rodríguez Veltzé

Eduardo Rodríguez Veltzé (* 2. März 1956 in Cochabamba, Bolivien) ist ein bolivianischer Jurist und Politiker (parteilos). Er war vom 9. Juni 2005 bis zum 22. Januar 2006 der Präsident seines Landes.

## Leben
Rodríguez studierte Rechtswissenschaften an der Universität von Cochabamba und legte seine Abschlussprüfung an der Harvard University ab.
Er war seit 1999 Präsident des obersten Gerichtshofes von Bolivien.
Nach dem Rücktritt von Präsident Carlos Mesa ernannte das bolivianische Parlament den parteilosen Rodríguez am 9. Juni 2005 zum neuen Übergangspräsidenten des Landes. Er organisierte Neuwahlen am 18. Dezember des gleichen Jahres, aus denen der Sozialist Evo Morales als deutlicher Sieger hervorging.